# Schizothorax huegelii
Schizothorax huegelii är en fiskart som beskrevs av Heckel, 1838. Schizothorax huegelii ingår i släktet Schizothorax och familjen karpfiskar. Inga underarter finns listade i Catalogue of Life.